# 樽井修
樽井 修（たるい おさむ、1975年5月28日 - ）は、日本の実業家、ギャグ作家、芸能事務所社長、ライブハウス経営者、イベントプロデューサー、テレビプロデューサー、映画プロデューサー、ご当地ヒーロープロデューサー、ライブアイドルプロデューサー、ダンススクール＆パルクール教室オーナー、「株式会社AIFエンターテインメント」代表取締役社長、川口市商工会議所会員。吉本興業NSC東京校2期生、元ピン芸人「バカ田バカ男」、元マジシャン「松旭斎ばか男」。兵庫県西宮市出身、神戸市北区育ち、兵庫県立神戸商業高等学校卒業。

## 経歴

### 父の失踪・学生時代
兵庫県西宮市出まれ、神戸市北区育ち。神戸市立筑紫が丘小学校、神戸市立歌敷山中学校、兵庫県立神戸商業高等学校を卒業。
父（忠輔）は児童相談所で働く公務員、母（清子）バスの切符を集める公務員の間に生まれる。6つ離れた兄（信一）と、4つ離れた姉（朋子）の次男坊。神戸市北区のベッドタウンにある一軒家で裕福な家庭に育った。祖父は西宮市立広田小学校の前で長く文房具屋の商いをしていた。小学校からクラスの人気者で、弱いものいじめが許せない正義感の強い子だった。父の影響で野球が好きで、小学校1年生のとき自ら勧誘して野球チームを「筑紫が丘ハンターズ」を作った。小学6年のとき約300チーム参加するオール神戸大会で優勝、兵庫県大会に出場、1番打者、キャッチャーで主将を務めた。
1986年（昭和61年）小学校5年のときと父の失踪。「釣りに行ってくるわ」と言い残し、今でも生きているのか、死んでいるのか分かっていない。父との記憶はほとんど残っていないが、カメラが趣味だったことと、樽井が作った少年野球チームのコーチを手伝ってくれたことが唯一の記憶。一緒に撮った家族写真がない。裕福な家庭で人を笑わせるキャラが一変した。

### 極貧時代・震災
学生時代は給食費が払えないほど生活が苦しくなった。なんとか姉がバイトするパン屋から貰ってくる食パンの耳や賞味期限のパンが唯一の御馳走だった。お笑い好きだった兄は気を紛らわせるためにお笑い番組を見させてくれた。特に笑福亭鶴瓶の「突然ガバチョ!」、ダウンタウンの「4時ですよーだ」を見て貧乏を笑いにさせる芸人に心を奪われて「これだ！」と直感した。
1995年（平成7年）1月17日、高校3年で阪神・淡路大震災で中学、高校時代の知人2人の命が奪われる。奇しくも成績が振るわなかった樽井にとって中退か？留年かを決めるテスト当日だった。目の前が直視できない現状を見て「いつ死ぬか分からない、真面目にやっても死ぬんだ」と価値観が180度変化。震災がなかったら生きていた地元のツレのためにも後悔しない生き方をしようと考えた（震災を理由に無試験で高校卒業できた）。
高校卒業後、金を稼ごうと社長を夢見る。社長の勉強のため地元神戸のゲーム屋で副店長を務めた。経営を学びながら元バーテン出身の店長から話芸を学んだ。毎日エピソードトークを披露して褒められ、鍛えられた。1年ぐらい経ったところで吉本興業NSC大阪校を勧められたが、願書が締め切りで、次回は1年後。ただし東京校なら間に合うよと言われ、親や友人に相談することなくオーディションに受験。話芸が認められ、合格。東京上京を決めた。

### 吉本興業NSC・ピン芸人時代
1996年（平成8年）単身上京。吉本興業NSC東京校（2期生）に入学し、お笑い芸人を目指す。同期の芸人にガリットチュウ、くまだまさし、佐久間一行、関暁夫・千葉公平（元ハローバイバイ）、松田洋昌（ハイキングウォーキング）。
1997年（平成9年）フリーのピン芸人「バカ田バカ男（ばかたばかお）」としてデビュー。TBSラジオ主催のオーディション番組「赤坂お笑いD・O・J・O」で応募者1,000人の中から10人の合格者として選出。500人以上の観客が集まるTBSホールを笑いの渦にさせ、それがキッカケで同じ楽屋だった東京03・角田晃広（当時・プラスドライバー）から「フリーランスならうち来なよ」と、芸能事務所『プロデューサーハウスあ・うん』に所属。毎月20通以上ファンレターを貰い「かわいい」と言われ人気芸人の仲間入りになる。『ロンドンブーツ1号2号のオールナイトニッポン』で「これから来る若手芸人特集」で紹介されたり、メインステージだった主戦場の渋谷シアターDで黄色い喝采を浴びた。
1998年（平成10年）遊ぶことが芸の肥やしと昔気質の芸人を気取り、消費者金融4社あわせて200万円の借金を抱えることに。首が回らなくなった樽井はステージ数を増やすためにプロマジシャンのもとへ習いにいき技を習得。マジシャンとして“松旭斎ばか男（しょうきょくさいばかお）”という名前で1日2回の有料ショーに出演。ステージが入っていない日は、野菜宅配・有機野菜を配送する「大地を守る会」でドライバーの仕事をはじめた。

### 佐川急便時代
2000年（平成12年）5月、ドライバーが天職だということに気付き、佐川急便に入社、東京都文京区を担当。たまにのステージをこなしながら目の前の借金を返すことに必死だった。もともと芸人で鍛えた愛想の良さが変われ、売り上げを伸ばした。取引先の配送主からは「明るい」「元気がいい」と。上司からは宴会や接待の席に連れていくと必ずやってくれる男と人気を集めた。普通の社員なら嫌がるところ、樽井にとってワンマンステージでギャグをたくさん見てくれるので喜んでくれた。
2001年（平成13年）文京地区で売上成績No.1を取り、品川プリンスホテルで表彰される。月収40万円から50万円に上がり、お笑いだけしか褒められたことのなかった樽井にとって人生初めて他で認められた。
2003年（平成15年）文京店の店長が変わり（その後、取締役になる赤城和哉）、営業主任に昇任。部下が7人、バイト3人を率いて全国4位のトップセールスマンとなり。月収が月75万円にUPした。
2004年（平成16年）借金を完済。江戸川区に3,880円の家を購入。翌年、29歳で部下が20～40人率いる係長に昇任（最年少記録）、東京ドームをはじめ、多くの飲食店・企業が集まる後楽園エリアを任されるようになった。佐川急便でホープとして期待される、月給90万円。
2006年（平成18年）トヨタ自動車東京本社を担当、月の売上1～2億円規模となる。同年12月2日、売れない頃から応援し続けてくれた妻と結婚。10年以上結婚できなかった理由は「父の失踪で家族の概念が分からずビビっていた。大きな仕事を任されられ、家を建て、家庭を持つ踏ん切りがついた」。翌年から新人研修の講師に抜擢された。元芸人だから分かる人の感情起伏を読み取る力、操縦術は好評を得た。
2009年（平成21年）4月、32歳で退職。理由は勤労10年の節目と、当時の上司が脳梗塞で倒れ、あおりを受けた任務が激務を引き起こした。

### 江戸川区アイドルプロデュース
佐川急便の時代は忙しくて見ることも、書き込むことできなかったSNSに興味をもつ。Twitter、ブログ、mixiなど何でもやってみた。特に相性が良かったのが仮想空間アバターコミュニティサービス「アメーバピグ」。持ち前のサービス精神でファンを増やし、FXで300万円を2,000万円に増やした。コミュニティの規模が大きくなりアメブロFX部門で全国8位にランクイン。「騙されないFX」「成功を狙わない逆張り法」「必勝法と失敗の体験談」のセミナーを繰り返した。
2011年（平成23年）江戸川区議会議員の選挙ポスターを見て、15年住んでいる江戸川区のために自分も何か役立てたいと街おこしのためのご当地アイドルを作ることを思いつく（当初は立候補を考えたが次の選挙が4年後で断念）。同年8月、葛西区民会館でオーディションが行われ、100人応募のなか。当日会場に来た74人全員を合格。レッスンを繰り返していくうちに残った46人全員をスターティングメンバ―にした（樽井流の逆張り）。普通のアイドル活動だけではなく、地域のごみ拾い、コントや歌謡ショーをして幅広い年齢層から支持を得た。樽井は学校に行くのも大変だった貧しい時代を経験しているので、完全無償にこだわった。同年10月23日「葛西市場まつり」にて東京都江戸川区限定☆地域密着型アイドル「えどKB48」（えどKBに改名）デビュー。
2013年（平成25年）8月、江戸川区民まつりに出演。20社以上のスポンサーがつくなか解散。その後、どうしても続けたいというメンバー3名が残り、個人活動を支援。その中で“東京都民ゆめみん”というソロアイドルが予想もしなかった人気をして、彼女を輝かすためにイベント業をスタートさせる。当時は都内に新しい箱が次々とどんどんできる時期と重なり、秋葉原のド真ん中にダイコクドラッグが運営する「アキドラステージ」を無料開放する情報を聞きつけ、自社タレントを中心に「アキバ無銭」をスタート。当初は集客300人だったが半年で1,000人に増加。新たに「アキバアイドルフェスティバル」と題して無銭と1000円の有料箱を用意した4ライブ会場合同イベントが集客2000人を超える。最終的に2016年にアキドラは閉店して「アキバ無銭」は終了するが、最大7ライブ会場合同で行う4000人規模の巨大イベントとなった。
その後、活動場所は秋葉原にこだわらず、川崎クラブチッタで「アイドルキャンプ」をスタート。月に2～3開催して1300人集客、約100回開催。渋谷キャメロットで月14回、新木場コーストで7回「アイドル最前線」をスタート。2016年、日比谷野外音楽堂で初プロデュースを務めた。アイドルを越えた業界人との付き合いが広がり、テレビ東京放送の音楽番組「新shock感」にレギュラー出演。5年間で500回のアイドルイベント、観客数のべ10万人を集客させた。

### 劇場オーナー・メンズアイドルプロデュース
2016年（平成28年）春にタレント5名でラーメンタレント「麺 to you」をスタート。全国のラーメン屋を巡ってSNSを駆使して応援。翌年2月解散。同年10月7日、株式会社AIFエンターテインメント（AIF Entertainment,Inc.）を設立、代表取締役社長に就任。
2017年（平成29年）5月、20名の大所帯メンズユニット「URAGAWA PROJECT」をスタート。表に出せないことや裏側をファンに見せていくというコンセプト。アパレルブランド HTML03の専属モデルも兼ねた。7月に100人の集客を超えて派生ユニット『URAGAWA 本気ック!!!!』『URAGAWA ココにコレ』『じゃないっ子どうぶつ』『ウラガワ５』をプロデュース。同年7月からテレビ東京放送の音楽番組「東京アイドル戦線」の企画プロデューサーを務める（2020年コロナショックの影響をうけて全グループが解散）。
2018年（平成30年）1月、埼玉県西川口「ライブハウス ウラプロ劇場」オーナーとなりオープン。同年、TOKYO MX放送の『超!アイドル戦線 〜Men'sSide＆Girl'sSide〜』の企画プロデューサーを番組終了まで担当。
2021年（令和3年）『WEEK BOYS』『西川口清掃忍隊～ド忍GO！』をプロデュース。
2022年（令和4年）1月1日、地域の小中学生を対象にしたダンススクールとパルクール教室を開校。
2023年（令和5年）『シノビスタ』『ユニコーン2.0』をプロデュース。

## 人物
- 愛妻家。売れない芸人時代から応援してくれたファンと交際。当時2個下の女子大生で家に転がりこみ毎日500円をもらうヒモ生活、彼女を送り迎えした。いつでも「面白い！売れるよ」と応援してくれて10年以上の交際を経て31歳で結婚した[1]。
- 愛猫家。現在はアビシニアンの「ポテト」が家族[1]。
- 好きな芸人はダウンタウン。小学5年で父が失踪して、貧乏になったとき励ましてくれたのが尼崎の笑いだった[1]。
- 漫画好き。特に「はじめの一歩」「スラムダンク」から努力する人の素晴らしさを学んだ[1]。
- 趣味は人を面白がせること。人間研究。気になる人に関する資料を読んだり、ホームページ、プロフィールを見て統計として積み重ねる。ある程度たまったら数値化してプロファイリングする。「この人は、こういう傾向があるから●●な動きを未来するだろうなあ」と。たまに会いたかった著名人と会って話してみると、それまでに解析したプロファイリング数値はだいたい一致する[1]。
- 学生時代に支えてくれた曲がTHE BLUE HEARTSの14枚目シングル「夕暮れ」。特に『はっきりさせなくてもいい　あやふやなまんまでいい　僕たちは何となく幸せになるんだ』の歌詞が好き。世間は白黒つけたがるけど、ザ・ブルーハーツは「あやふやでいい、何者でなくていいって語ってくれ。夢は意味あってないようなもの、諦めてもいいんだよ、うまくいかなくていいんだよ」と心に刺さった。今までこんなこと言ってくれる大人がいなかった。今でもこのときの心を失いたくないとインタビューで答える[1]。
- 中島みゆきの『ファイト！』は妻からの応援歌。初めてアイドルプロデューサーを始めたとき全然うまくいかなくて自分のブログに匿名ファンから、中島みゆきの「ファイト！」のMVにつながるURLが送られてきた。グッときて立ち直れた。その後やることなすこと上手くいって、奥さんと険悪の仲になって別れたいなあと思ったとき、「あのときファイト！の曲を送ったのは私よ」って真実を告げられ。「あ～、別れられないなあ。一生この人を幸せにしなきゃ」って決意した。人生を変えた１曲となった[1]。
- 『スーパーニュース』に出演時「江戸川区といえば、後藤真希をはじめ、幾人ものアイドル、アーティストを輩出してきたアイドルの名産地。えどKBからも未来のスターが出てくるのは確実です！」と江戸川区愛あふれるコメントを寄せていた[4]。

## お笑い論
- 東京上京時は月37,000円6畳 風呂なしアパート暮らしだった[1]。
- 吉本興業NSC時代は何百人いるなかで尖がっていた。1年中、真っ白な海パンで授業をうけていた。樽井は漫談やコントより殺傷力が強い笑いが好きで、ギャグを量産して畳みかける芸風だった。月村支配人（NSC校の責任者）によく叱られたが「1番好きなことで、人を笑わすこと、喜ばすこと」という言葉の重みは今でも大切にしているという[1]。
- NSC東京入学が決まったときから関西弁を封印した。使っているだけで一目置かれて「漫才やってよ」「関西弁だから面白いね」と言われるがムカつくから。大阪でつまんなかったから東京校へ逃げてきたと思われたくなく共通語の笑いにこだわった。電気グルーヴのセンスある笑いに傾倒した[1]。
- 『電気グルーヴのオールナイトニッポン』のヘビーハガキ職人だった。ペンネームは「うんこクチャクチャ噛む男。」で、考えたギャグたくさん採用された。番組内では「うんクチャ」略称され、全国のハガキ職人が厳選される週刊SPA!の源泉ネタ集「バカサイ」にも度々紹介された[1]。
- 事務所対抗戦が主流で『プロデューサーハウスあ・うん VS サンミュージックプロダクション』のときは樽井が大将に選ばれて、ダンディ坂野とギャグ対決で闘っていた[1]。

## 佐川急便式ビジネス論
- 営業先を劇場だと思って行った。貧乏な芸人時代はステージに飢えていたので。全員を喜ばせ、みんなに可愛がられたかった[1]。
- 文京区エリア時代は、朝礼の時間に売上の高い地区にゲリラで殴り込みをした。みんな嫌がるところボクは喜んだ。100人の朝礼する幕張営業店にレイザーラモンHGのコスチュームに着替えてハードゲイのモノマネをした。“文京営業店あるある”、“幕張営業店あるある”を替え歌で歌い、最後は幕張営業課長をいじって「負けないぞ！」って言って帰っていき、爆笑の渦を毎回さらった[1]。

## プロデュース論
- 歌はうまい下手ではなく説得力だと考える。ビートたけしの「浅草キッド」のように生きてきた年輪が味に出て、誰が聞いても沁みるなエンターテインメントを目指している[1]。
- 良いアイドルは客が多い、悪いアイドルは客が少ないでは決めない。大切なのは「そこにいる人を熱狂させられるか？」これが全て。歌、ルックス、ダンスに注目されがちだが、“ライブ”という枠に入ると無条件で楽しいもの。熱狂、熱量だと考える[1]。
- 佐川急便時代、上司から「厳しくないと男はついてこない」とリーダー論を徹底的に教わった。メンズグループを作るときにも役立った[1]。
- 佐川急便を退社後、江戸川区議会議員の選挙ポスターを見て怒りを感じた。「58人出馬して44人当選、年収1,200万円、交際費限度額1,000万円まで使える。先生と呼ばれているものの顔が知らないやつばかり。15年も江戸川区に住んでいるのに。本当にこいつらに任せていいのか？ じゃあオレが代わりに江戸川をよくすること出来ないかな」と。そのとき気になっていた話題が『貧しい子供への教育』『シャッター商店街』『地域活性』『AKB48紅白初出場』『オーディション詐欺』だった。樽井が思う逆張り（みんなが行かないところに着目）発想法が浮かんで“えどKB48”の江戸川ご当地アイドルが思いついた。佐川で鍛えた飛び込み営業を活かし、3万枚のチラシとのぼり旗を作り、告知活動をはじめた[1]。

## 作品

### 映画
- 『自由を我が手に』（西村喜廣監督、勇翔（BOYS AND MEN）主演、2021年10月30日公開）[7]

### テレビ
- 『東京アイドル戦線』（テレビ東京）- 企画プロデューサー[1]
- 『超!アイドル戦線 〜Men'sSide＆Girl'sSide〜』（TOKYO MX）- 企画プロデューサー[1]

### ラジオ
- 『Class Up Kawaguchi』（FM Kawaguchi）[8]

### イベント
- 『アキバ無銭』[1]
- 『アキバアイドルフェスティバル』[9]
- 『アイドルキャンプ』[1]
- 『アイドル最前線』[1]

### プロデュース
- 『えどKB48』（2011年11月～ ）[10]
- 『URAGAWA PROJECT』（2018年4月～2020年7月）[1]
- 『URAGAWA 本気ック!!!!』（2018年5月～2020年7月）[1]
- 『URAGAWA ココにコレ』（2018年6月～2020年7月）[1]
- 『じゃないっ子どうぶつ』（2018年10月～2020年7月）[1]
- 『ウラガワ５』（2019年2月～2020年7月）[1]
- 『西川口清掃忍隊～ド忍GO！』（2022年9月～ ）[1]
- 『シノビスタ』（2023年7月～ ）[1]
- 『ユニコーン2.0』（2023年8月～ ）[11]

## 出演

### テレビ
- 『新shock感』（テレビ東京）　※ レギュラー[1]
- 『家、ついて行ってイイですか?』（テレビ東京）[12]
- 『スーパーニュース』（フジテレビ）[4]

### イベント
- TBSラジオ主催「赤坂お笑いD・O・J・O」（TBSホール）[1]